# Élection gouvernorale de 2007 en Louisiane
L'Élection du gouverneur de Louisiane de 2007 a lieu le 20 octobre 2007.
Le représentant des États-Unis et candidat malheureux en 2003, Bobby Jindal (républicain) est élu, obtenant 53,91 % des suffrages. Son score lui évite une mise en ballotage. 

## Contexte
Kathleen Blanco (démocrate) est élue en 2003, lors d'un ballotage face à Bobby Jindal (républicain), devenant la première femme élue à ce poste. Elle choisit de ne pas se représenter après un seul mandat accompli, la loi l'y autorisant pourtant. 
Si la Louisiane a longtemps été un bastion du parti démocrate, à partir des années 1870, elle est devenue un fief du parti républicain au début des années 2000. La dernière élection présidentielle américaine où la Louisiane a voté démocrate remonte à 1996 avec la victoire de Bill Clinton.

## Mode de scrutin
La Louisiane possède un mode de scrutin particulier quant à l'élection du gouverneur de l'État, mis en place en 1978. Tous les candidats, tous partis confondus, s'affrontent ainsi lors d'une primaire dite « primaire de Louisiane » ou encore « primaire de la jungle », qui s'apparente à un, premier tour. Si un candidat obtient la majorité absolue des suffrages lors de la primaire, il est immédiatement élu. Dans le cas contraire, les deux candidats arrivés en tête, quel que soit leur parti, s'affrontent lors d'un second tour dont le vainqueur est déclaré élu.

## Primaire

### Candidats
| Candidat | Candidat             | Parti       | Fonction politique |
| -------- | -------------------- | ----------- | --- |
|          | Belinda Alexandrenko | Indépendant | Femme d'affaires |
|          | Walter Boasso        | Démocrate   | Sénateur de Louisiane pour le 1er district (depuis 2004) |
|          | Foster Campbell      | Démocrate   | Membre de la Commission du service public de Louisiane (depuis 2003) Sénateur de Louisiane pour le 36e district (1976-2002)                                  |
|          | Sheldon Forest       | Indépendant | Foreur de puits d'eau |
|          | Anthony Gentile      | Indépendant | Directeur de raffinerie |
|          | John Georges         | Indépendant | Homme d'affaires |
|          | T. Lee Horne, III    | Libertarien | Agent immobilier |
|          | Bobby Jindal         | Républicain | Représentant des États-Unis pour le 1er district de Louisiane (depuis 2005) Secrétaire adjoint à la santé et aux services sociaux des États-Unis (2001-2003) |
|          | M. V. Mendoza        | Démocrate   | Vétéran |
|          | Arthur D. Nichols    | Indépendant | Homme d'affaires |
|          | Hardy Parkerson      | Démocrate   | Avocat |
|          | Mary Volentine Smith | Démocrate   | Coiffeuse |

### Résultats
| Candidats | Candidats            | Parti       | Voix      | %         |
| --------- | -------------------- | ----------- | --------- | --------- |
|           | Bobby Jindal         | Républicain | 699 672   | 53,91     |
|           | Walter Boasso        | Démocrate   | 226 364   | 17,44     |
|           | John Georges         | Indépendant | 186 800   | 14,39     |
|           | Foster Campbell      | Démocrate   | 161 425   | 12,44     |
|           | Mary Volentine Smith | Démocrate   | 5 843     | 0,45      |
|           | Belinda Alexandrenko | Indépendant | 4 782     | 0,37      |
|           | Anthony Gentile      | Indépendant | 3 369     | 0,26      |
|           | T. Lee Horne, III    | Libertarien | 2 639     | 0,20      |
|           | Sheldon Forest       | Indépendant | 2 319     | 0,18      |
|           | M. V. Mendoza        | Démocrate   | 2 076     | 0,16      |
|           | Hardy Parkerson      | Démocrate   | 1 661     | 0,13      |
|           | Arthur D. Nichols    | Indépendant | 993       | 0,08      |
|           |                      |             |           |           |
| Total     | Total                | Total       | 1 297 943 | 1 297 943 |